# Liste de musées en Albanie
Pour les autres articles nationaux ou selon les autres juridictions, voir Liste des musées par pays.

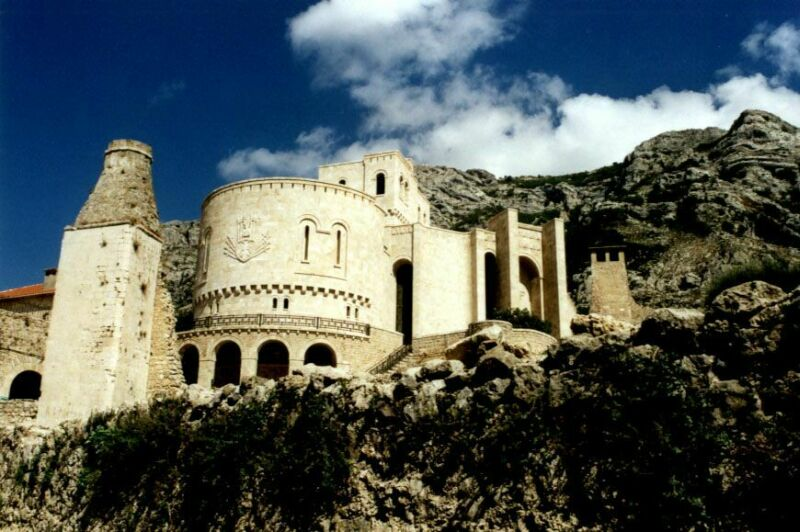
Le musée Skanderbeg et son château, à Krujë.

Cet article présente une liste des musées en Albanie, triés par localisation.

## Préfecture de Berat

### Berat
- Musée ethnographique de Berat (sq)

## Préfecture de Durrës

### Durrës
- Musée archéologique de Durrës (sq)
- Musée ethnographique de Durrës (sq) (la maison de Alexander Moissi)

### Krujë
- Musée national Skanderbeg

## Préfecture de Fier

### Fier
- Musée archéologique d'Apollonia

### Lushnjë
- Musée du Congrès de Lushnjë (en)

## Préfecture de Gjirokastër

### Gjirokastër
- Musée ethnographique (en)

## Préfecture de Korçë

### Korçë
- Musée national archéologique de Korçë (en)
- Musée Bratko (sq)
- Musée national d'art médiéval

## Préfecture de Tirana

### Tirana
- Musée national historique
- Musée national des beaux-arts
- Musée national archéologique de Tirana (es)
- Musée des sciences naturelles (en)
- Maison des Feuilles
- Pyramide de Tirana